# Daniel LaRusso
Daniel LaRusso é o personagem principal da série de filmes Karate Kid, interpretado por Ralph Macchio. Em 2018, o personagem foi incluído no Hall da Fama de Atletas Fictícios.

## História
No início da série, Daniel é um garoto franzino, que se muda para uma nova cidade, e logo passa a ser perseguido pelos valentões da escola, por pura implicância. Durante uma briga, Daniel conhece o Senhor Miyagi, um simpático oriental que o defende da covardia e concorda em ensinar-lhe caratê. No entanto, a luta é apenas uma pequena parte de tudo o que Miyagi tem a ensinar.
Daniel nunca procura confusão, mas às vezes quebra a cara, principalmente quando não segue os conselhos de Senhor Miyagi e cede a impulsos infantis. Mas mesmo assim, nos três filmes da série, ele termina por dar uma lição nos valentões que não o deixam em paz. Durante o decorrer dos três filmes, Daniel vai amadurecendo e mudando a sua atitude, e sendo eternamente grato ao Senhor Miyagi.
Na websérie Cobra Kai do YouTube Premium e da Netflix, ele trabalha em sua concessionária de automóveis, sendo popular na cidade, está casado e tem dois filhos: a Samantha e o mais novo Anthony. Um dia ele abre o seu próprio dojo, o Miyagi-Do Karate, tendo muitos alunos, entre eles a sua filha Samantha e o Robby Keene, filho rebelde do seu rival Johnny Lawrence. Daniel treina e inscreve os seus alunos na competição de karatê que ele próprio venceu e Robby chega à final, mas é derrotado por Miguel Diaz, o melhor aluno de Johnny.

## Filmografia
| Aparição                       | Papel desempenhado por:    |
| ------------------------------ | -------------------------- |
| The Karate Kid                 | Ralph Macchio              |
| The Karate Kid Part II         | Ralph Macchio              |
| The Karate Kid Part III        | Ralph Macchio              |
| The Karate Kid (série animada) | Voz original de Joey Dedio |
| The Next Karate Kid            | Apenas citado              |
| Cobra Kai                      | Ralph Macchio              |
| Karate Kid: Legends            | Ralph Macchio              |